# Louis-Pierre-François Godart de Belbeuf
Pour les articles homonymes, voir Famille Godart de Belbeuf, Godart de Belbeuf, Godart et Belbeuf (homonymie).
Louis-Pierre-François Godart, marquis de Belbeuf (Rouen, 24 janvier 1757 -                 château de Belbeuf, 27 août 1832), est un magistrat et un homme politique français.

## Biographie
Issu d'une famille de magistrats, la famille Godart de Belbeuf, il est le fils de Jean Pierre Prosper Godart de Belbeuf, procureur général du parlement de Rouen (1725-1811), et de sa deuxième épouse, Marguerite Le Petit d'Aveine (+ 1802). Il est aussi le neveu de Mgr Pierre-Augustin Godart de Belbeuf, évêque d'Avranches.  
Il embrasse d'abord la carrière des armes, devient officier de carabiniers, puis entre dans la magistrature en devenant en 1775 avocat général au Parlement de Normandie. En 1781, il est fait procureur-général au même parlement, en survivance de son père, auquel il ne succèdera finalement pas, le Parlement de Normandie ayant été supprimé en 1790, comme les autres parlements français. 
Élu, le 23 avril 1789, député de la noblesse aux États généraux par le bailliage de Rouen, il suit un cahier qui lui prescrit le vote par ordre et le maintien des privilèges pécuniaires. En conséquence, il s'oppose à toutes les propositions inverses. Le 27 juin 1789, il rejoint la salle commune, suivant l'ordre de Louis XVI, tout en considérant que la réunion des ordres a été forcée et en refusant de reconnaitre la légalité des votes effectués en conséquence. Fidèle à la Monarchie, il se prononce contre l'abolition des titres nobiliaires, contre celle de la noblesse, contre les assignats, contre la constitution ; pour la religion catholique comme religion d'Etat. il signe toutes les protestations contre l'Assemblée et accuse le duc d'Orléans de conspirer contre le Roi. 
Il émigre en 1791, sert dans l'armée des princes.  
Rentré en France après le 18 brumaire, il reste en dehors de la vie politique.

### Mariage et descendance
Il épouse en 1783 Angélique de Laverdy (Paris, paroisse Saint-Roch, 9 mai 1767 - Saint Martin du Vivier, 14 octobre 1843), fille de François de Laverdy, conseiller au Parlement de Paris, contrôleur général des finances, et de Catherine Elisabeth Devin de Fontenay. Dont :
- Elisabeth Jeanne Louise Godart de Belbeuf, non mariée (Belbeuf, 27 août 1784 - Rouen, 7 novembre 1870) ;
- Angélique Marguerite Clémentine Godart de Belbeuf, non mariée (Rouen, 6 février 1787 - Rouen, 11 avril 1866) ;
- Augustine Godart de Belbeuf (Rouen, 13 juin 1789 - Rennes, 23 août 1849), mariée le 14 mai 1818 avec Guy Victor Huchet de Quénetain ;
- Antoine-Louis-Pierre-Joseph Godart de Belbeuf, marquis de Belbeuf, magistrat, pair de France, sénateur (Rouen, 20 octobre 1791 - Belbeuf, 16 février 1872), marié en 1821 avec Claude Béatrix Terray (1799-1846), dont postérité[2].

## Sources
- « Louis-Pierre-François Godart de Belbeuf », dans Adolphe Robert et Gaston Cougny, Dictionnaire des parlementaires français, Edgar Bourloton, 1889-1891 [détail de l’édition]